# Estadio Alfredo Simonpietri
El Estadio Alfredo Simonpietri es un recinto deportivo dedicado al fútbol, ubicado en la ciudad de Calabozo, en el estado Guárico, Venezuela.

## Historia
Fue inaugurado el 18 de octubre de 2011 con el objetivo de fomentar el desarrollo del fútbol en la región de Calabozo, en el estado Guárico. La construcción del estadio fue financiada por la Alcaldía del municipio Francisco de Miranda, y su diseño estuvo a cargo de la arquitecta Roxana Villacencio. El recinto se levantó en los terrenos que antiguamente funcionaban como el polígono de tiro de Calabozo, transformando el espacio en un centro deportivo accesible para la comunidad.

## Infraestructura
El estadio cuenta con una capacidad para 2,000 espectadores y una cancha de césped natural, lo que lo hace apto para encuentros de fútbol profesional y amateur. Está equipado con vestuarios para jugadores y árbitros, áreas técnicas, y gradas que ofrecen una buena visibilidad del campo. Aunque de dimensiones modestas, el estadio cumple con los requisitos para albergar competiciones oficiales, siendo utilizado principalmente por equipos de las divisiones inferiores del fútbol venezolano.

## Uso Actual
Actualmente, el estadio es la sede oficial de los clubes Arroceros de Calabozo Fútbol Club y Guárico FC, que compiten en las ligas menores del fútbol nacional. Además de servir como recinto deportivo, el estadio también ha sido utilizado para actividades comunitarias, eventos culturales y programas de formación deportiva dirigidos a jóvenes de la región.

## Perspectivas a Futuro
El Estadio Alfredo Simonpietri es considerado un punto clave en los planes de desarrollo deportivo de Guárico. Se espera que en los próximos años se lleven a cabo remodelaciones y ampliaciones para mejorar la capacidad y comodidad de las instalaciones, buscando atraer a más aficionados y eventos de mayor envergadura.

## Cómo llegar
El estadio se encuentra ubicado en el sector Las Flores de CANPA, cerca de la Avenida Francisco de Miranda, en la ciudad de Calabozo. Su localización estratégica facilita el acceso tanto para residentes locales como para visitantes, convirtiéndolo en un espacio deportivo y recreativo importante en la región.